# Tomoyuki Kawabata (cyclisme)
Pour les articles homonymes, voir Tomoyuki Kawabata.
Tomoyuki Kawabata (河端 朋之, Kawabata Tomoyuki, né le 7 février 1985) est un coureur cycliste japonais. Spécialiste des épreuves de vitesse sur piste, il est notamment vice-champion du monde de keirin en 2018.

## Palmarès sur piste

### Championnats du monde
| Édition / Épreuve              | Keirin                           | Vitesse individuelle | Vitesse par équipes |
| Cali 2014                      |                                  | 27e                  | 11e                 |
| Saint-Quentin-en-Yvelines 2015 |                                  | 30e                  |                     |
| Hong Kong 2017                 | 13e                              | 31e                  |                     |
| Apeldoorn 2018                 | Argent                           | 23e                  |                     |
| Pruszków 2019                  | 16e (éliminé en quart de finale) |                      |                     |

### Coupe du monde
- 2012-2013
  - 2e du keirin à Cali
  - 2e de la vitesse par équipes à Cali

### Championnats d'Asie
- Nakhon Ratchasima 2015
  -  Champion d'Asie de vitesse individuelle
- New Delhi 2017
  -  Médaillé d'argent de la vitesse individuelle
  -  Médaillé de bronze de la vitesse par équipes
- Nilai 2018
  -  Champion d'Asie du keirin
  -  Médaillé d'argent de la vitesse par équipes
- Jakarta 2019
  -  Médaillé de bronze du keirin

### Jeux asiatiques
- Incheon 2014
  -  Médaillé d'argent de la vitesse individuelle
  -  Médaillé de bronze de la vitesse par équipes